# Asambleas del Partido Republicano de 2012 en las Islas Vírgenes de los Estados Unidos
Las Asambleas del Partido Republicano de 2012 en las Islas Vírgenes de los Estados Unidos se hicieron el 10 de marzo de 2012. Las Asambleas del Partido Republicano fueron unas asambleas, con 9 delegados para elegir al candidato del partido Republicano para las elecciones presidenciales de Estados Unidos de 2012.  En el territorio de las Islas Vírgenes de los Estados Unidos estaban en disputa 9 delegados.

## Elecciones

### Resultados
| Asambleas del Partido Republicano de las Islas Islas Vírgenes de 2012 | Asambleas del Partido Republicano de las Islas Islas Vírgenes de 2012 | Asambleas del Partido Republicano de las Islas Islas Vírgenes de 2012 | Asambleas del Partido Republicano de las Islas Islas Vírgenes de 2012 | Asambleas del Partido Republicano de las Islas Islas Vírgenes de 2012 |
| Candidato                                                             | Votos                                                                 | Porcentaje                                                            | Delegados                                                             |                                                                       |
| --------------------------------------------------------------------- | --------------------------------------------------------------------- | --------------------------------------------------------------------- | --------------------------------------------------------------------- | --------------------------------------------------------------------- |
| Ron Paul                                                              | 112                                                                   | 29.17%                                                                | 6                                                                     |                                                                       |
| Mitt Romney                                                           | 101                                                                   | 26.30%                                                                | 3                                                                     |                                                                       |
| Rick Santorum                                                         | 23                                                                    | 5.99%                                                                 | 0                                                                     |                                                                       |
| Newt Gingrich                                                         | 18                                                                    | 4.69%                                                                 | 0                                                                     |                                                                       |
| Indecisos                                                             | 130                                                                   | 33.85%                                                                | 0                                                                     |                                                                       |
| Delegados no proyectados:                                             | Delegados no proyectados:                                             | Delegados no proyectados:                                             | 0                                                                     |                                                                       |
| Total:                                                                | 384                                                                   | 100%                                                                  | 9                                                                     |                                                                       |

| Clave: | Retirado antes de la contienda |